# Bedża
Bedża (arab. ‏البجا‎) – lud zamieszkujący północno-wschodnią Afrykę, należący do grupy ludów kuszyckich. Przedstawiciele tego plemienia zamieszkują południowo-wschodni Egipt, północno-wschodni Sudan oraz północny fragment Erytrei. Do porozumiewania się używają głównie języka bedża. Większość z nich wyznaje islam. Niewielki odsetek populacji stanowią chrześcijanie.

## Galeria

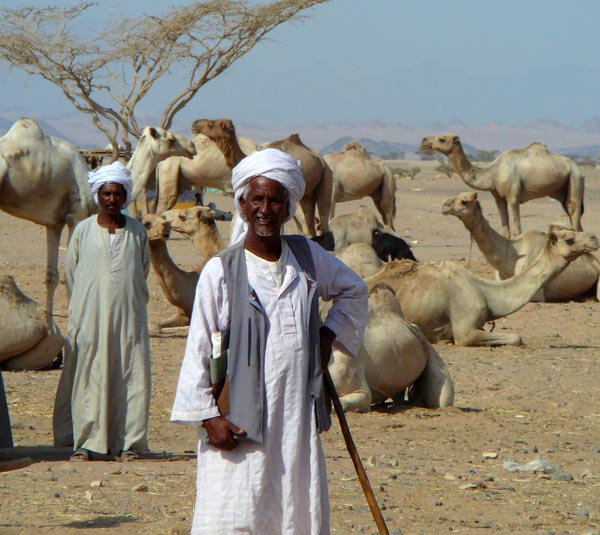
Przedstawiciele ludu Bedża
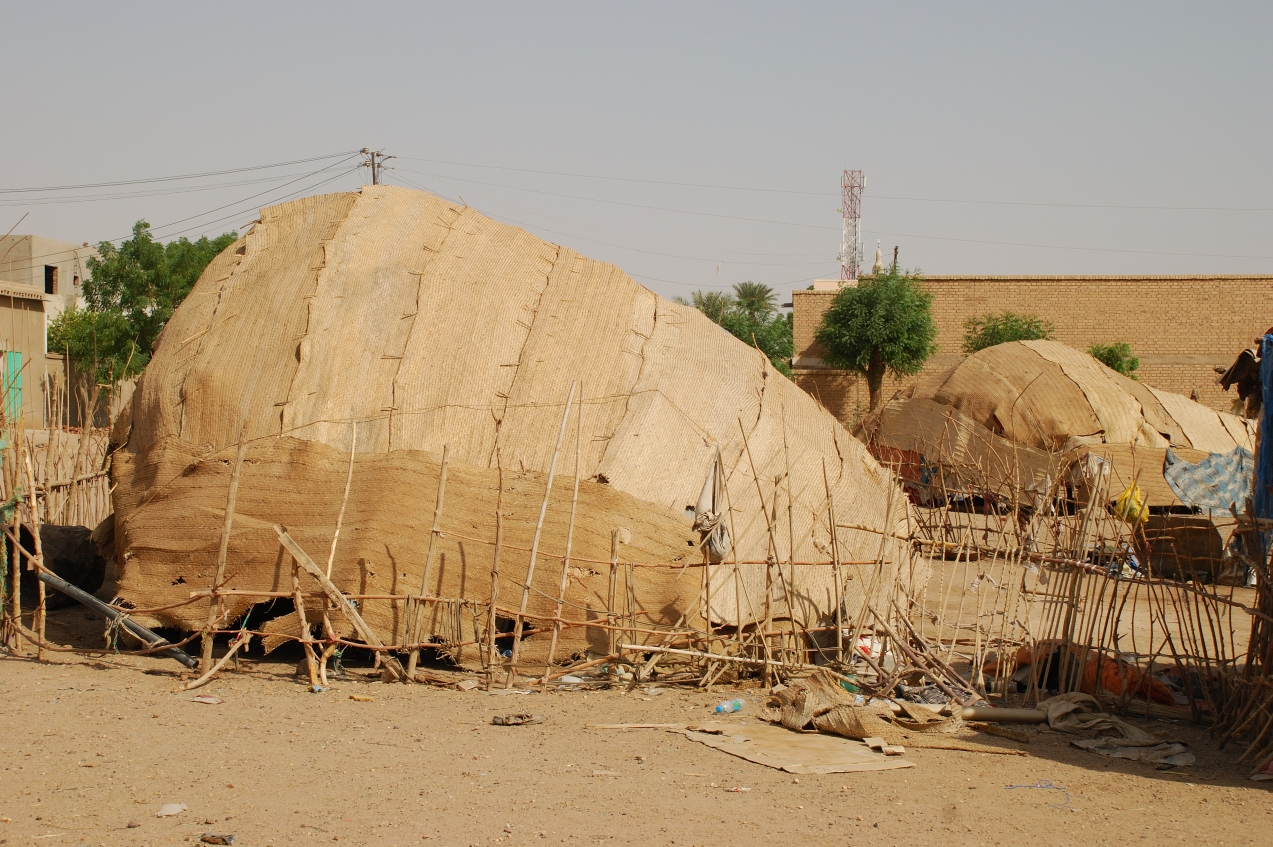
Namiot typowy dla plemion Bedża
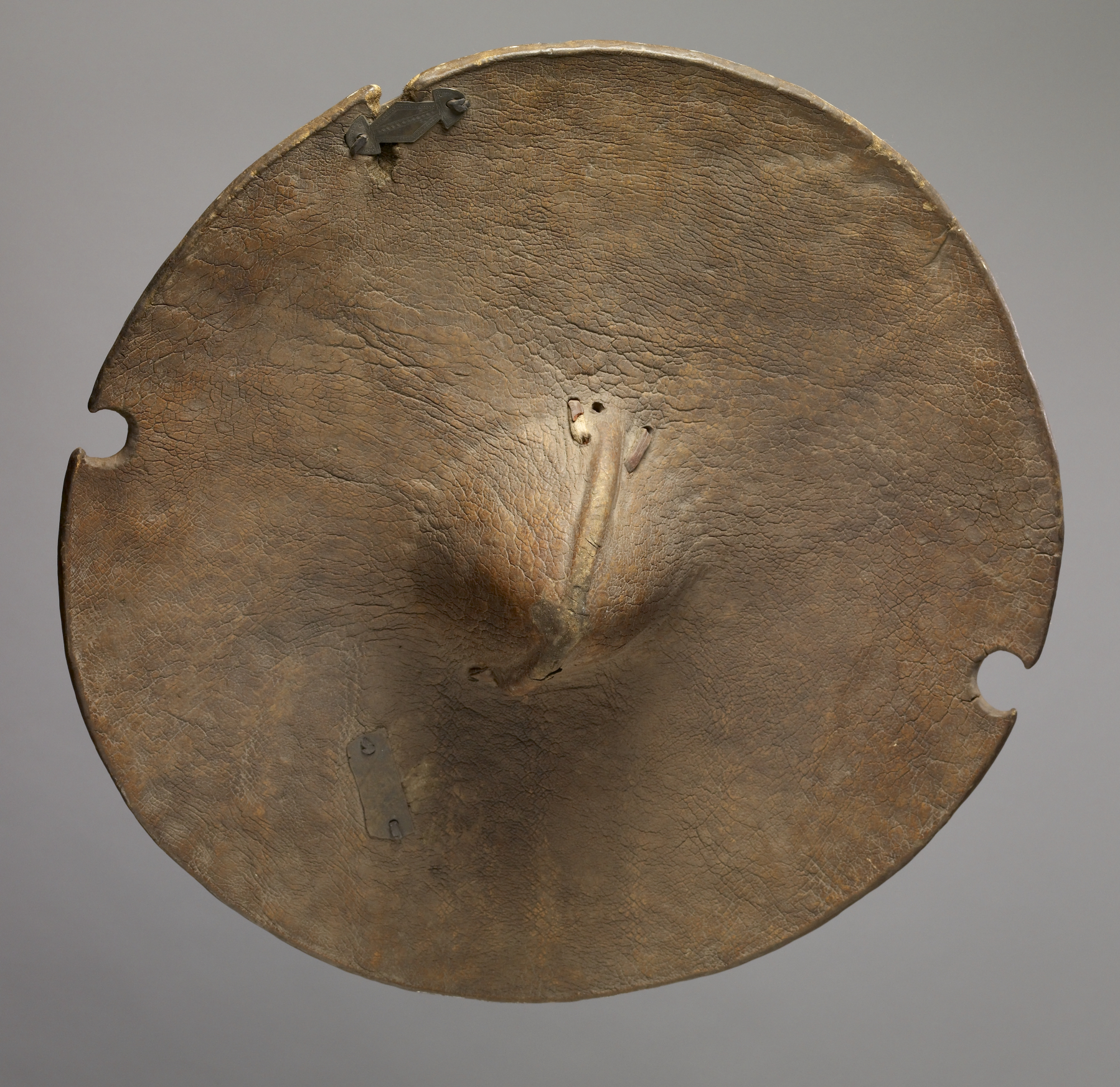
Tarcza wytworzona przez plemię Bedża